# Агаев, Эльшан Кемран оглы
Эльшан Кемран оглы Агаев (род. 10 мая 1988) — российский самбист, бронзовый призёр чемпионата России по самбо, серебряный призёр этапа Кубка мира, победитель и призёр международных и ведомственных турниров, мастер спорта России. Выступает в полулёгкой весовой категории (до 57 кг). Его наставником является Игорь Валерьевич Горшков.

## Спортивные результаты
- Чемпионат России по самбо 2010 года — ;
- Этап кубка мира по самбо памяти Ю. Потапова 2010 года — [1];
- Кубок мира по самбо 2010 года — [2];
- Чемпионат внутренних войск МВД России 2011 года — [3];
- Международный турнир категории «А» на призы Президента Республики Беларусь 2012 года — [4];